# Porte d'Ivry (porte)
De Porte d'Ivry is een toegangspunt (Porte) tot de stad Parijs, en is gelegen in het zuidelijke 13e arrondissement aan de Boulevard Périphérique.
De Porte d'Ivry is het vertrekpunt van de Avenue d'Ivry naar Ivry-sur-Seine.